# Сушицки, Вольфганг
Во́льфганг Суши́цки (нем. Wolfgang „Wolf“ Suschitzky; 29 августа 1912, Вена, Австро-Венгрия — 7 октября 2016, Лондон, Великобритания) — австрийский и британский кинооператор и фотограф.

## Биография
Выходец из еврейской семьи. Отец — книготорговец и издатель, был по убеждениям атеистом и социал-демократом. Детской страстью Вольфганга была зоология, но под влиянием старшей сестры он склонился к фотографии. В 1934 переехал в Лондон, где уже жила его сестра Эдит (в это время их отец покончил с собой). Начинал как фотограф, стал оператором документальных фильмов Пола Рота. С 1950-х начал работать в игровом кино.
Старшая сестра — Эдит Тюдор-Хёрт (урождённая Сушицки, 1908—1973) — австрийский и британский фотограф, училась в Баухаусе, была агентом советской разведки; Арнольд Дейч, познакомившийся с ней в Вене, использовал её в Великобритании при вербовке Кима Филби и др. членов Кембриджской пятёрки.
Сын — британский оператор Питер Сушицки.

## Избранная фильмография
- 1943: Мир изобилия (Пол Рота)
- 1947: The World Is Rich (Пол Рота)
- 1951: No Resting Place (Пол Рота)
- 1953: The Oracle (Сирил Пеннингтон-Ричардс)
- 1958: Cat and Mouse (Пол Рота)
- 1967: Улисс (Джозеф Стрик, номинация на премию BAFTA)
- 1969: Круг чистой воды (Джек Кауффер)
- 1971: Убрать Картера (Майк Ходжес)
- 1984: А вот и гости! (Джеймс Хилл)
- 1987: Всадники, скачущие к морю (Ронан О’Лири)

## Признание
- Австрийский почётный крест За науку и искусство (2012)[2].
- Специальная премия BAFTA (2012)[3].